# Бергер, Йорг
Йорг Бе́ргер (нем. Jörg Berger; 13 октября 1944, Готенхафен, рейхсгау Данциг-Западная Пруссия, нацистская Германия — 23 июня 2010, Дуйсбург, Германия) — немецкий футболист и тренер.
Свою футбольную карьеру провёл в команде «Локомотив» из Лейпцига. Из-за травм был вынужден рано завершить карьеру игрока и перешёл на тренерскую работу. В 1979 году, будучи тренером юношеской сборной ГДР, бежал на Запад. В том же году стал наставником клуба «Дармштадт 98», пережил попытку отравления, причастность к которому восточногерманской разведки Штази была доказана после объединения Германии.
Тренерской специализацией Бергера стало спасение команд, находящихся на грани вылета в низшую лигу, за что он получил прозвище «Пожарный». Однако ему редко удавалось полноценно работать с одной командой. Наибольших достижений он добился, тренируя «Айнтрахт» из Франкфурта-на-Майне в 1990 году и «Шальке-04» в 1996 году, которые он приводил к бронзовым медалям Бундеслиги. Последним его крупным успехом стал выход клуба второго дивизиона «Алеманния» в финал Кубка Германии в 2004 году, что позволило команде выступить в Кубке УЕФА.
Выступал в качестве телекомментатора, в 2009 году выпустил автобиографию, которая оказалась на 8-м месте в списке бестселлеров по версии журнала «Шпигель». В 2009 году в качестве наставника привёл команду немецких писателей к победе на европейском первенстве.